# Бритни Спиърс
Бритни Джийн Спиърс (на английски: Britney Jean Spears) е американска поп певица. Тя е една от най-продаваните певици за всички времена с над 100 млн. продадени копия на албуми и 98 млн. продадени сингли.
От нейния дебютен албум Baby One More Time са продадени над 30 млн. копия по цял свят, което го прави един от най-продаваните дебютни албуми за всички времена. Има по-малка сестра, Джейми Лин Спиърс, която е актриса.

## Биография
Родена в Маккъмб, Мисисипи и израснала в Кентуд, Луизиана, тя става известна с участието си в детския New Mickey Mouse Club в сезоните му от 1993 и 1994 г. сред „колегите ѝ там са Джъстин Тимбърлейк (който по-късно става член на поп бандата Ен Синк), Кери Ръсел, и Кристина Агилера. Най-големите ѝ вдъхновения са Мадона и Джанет Джаксън, с които тя има доста добри отношения, дори дует с Мадона и обща песен (Me against the music).
Тя израства в семейството на Джейми Спиърс и Лин и има сестра Джейми Лин и брат Брайън. Също тя има и изгубен брат, който се казва Дейвид Спиърс Има двама сина – Шон Престън и Джейдън Джеймс, от брака ѝ с Кевин Федърлайн. През юни 2007 г. тече развод на певицата със съпруга ѝ, който по-късно иска попечителство над децата, поради пристрастеност на певицата към наркотици. През 2022 година отново е бременна от годеника си Сам Асгари, но за съжаление губи детето си в доста ранен период от бременността. През ноември 2007 г. Бритни е приета в психиатрична клиника, където се лекува от наркотичната пристрастеност. Днес тя е в добро здравословно състояние и се грижи за децата си. През ранните години на кариерата си Бритни има конкуренти на поп-сцената като изпълнителки от също голяма величина – Кристина Агилера, Пинк, Бионсе, Гери Халиуел. Както и изпълнители, добили известност с по един-два хита за определено време. Доказването във времето идва едновременно с признанието на феновете, които са успели да съхранят аурата на Бритни в сърцата си. Неслучайно Мадона признава Спиърс за поп-принцесата на днешния музикален свят, особено след съвместната реализация на сингъла „Ме Against The Music“. Новите проекти от 2008 и 2009 г. извадиха нови песни, чиито клипове не може да бъдат пропуснати от ценителите на добрия поп-денс стил – Gimme more, Piece Of Me, Break The Ice, Womanizer, Circus, If You Seek Amy, и някои последните за момента (Radar, 3 , Till The World Ends и I Wanna Go).
През 2011 г. по музикалните телевизии се завъртат новите хитове от седмия студиен албум:
„Hold It Against Me“, където певицата е в символична борба със самата себе си – нещо, което на всеки се налага, за да постигне целите си. През 2012 г. в началото на декември прави хитовия дует с Уил Ай Ем – Scream & Shout, в който тя се оприличава от медиите като актрисата Джейн Фонда. Изпълнява песента Ooh La La, която е към саундтрака на детската анимация Смърфовете 2 от 2013 г. . А веднага след това представя и Work Bitch, след което стартира серия от концерти в Лас Вегас. През месец май 2015 г. създава клип съвместно с австралийската рапърка Иги Азалия – Pretty Girls .
Дебютният ѝ албум, издаден от Jive Records, ...Baby One More Time в началото на 1999 г. веднага влиза в музикалните класации в САЩ и оглавява тези във Великобритания. Сингълът, носещ същото име също става номер 1 в много страни и е придружен от видеоклип. Бритни Спиърс е в челните класации на много известни списания. През 2012 г. сп. Билборд я обяви за най-привлекателната поп изпълнителка, а VH1 я класира под номер 1 в „100-те най-влиятелни жени в музиката“. Тя е най-продаваната изпълнителка на изминалото десетилетие и е определяна като „Принцесата на поп музиката“

### ...Baby One More Time
Спиърс чупи рекорда за най-млад изпълнител, когато на 17 години дебютира със сингъл на първо място в класацията Топ 100. Освен това албумът и сингълът едновременно заемат първа позиция в Billboard класациите. Певицата все още държи този рекорд. Дотогава ...Baby One More Time е албумът, продал най-много копия за тийнейджър – 28 млн. Албумът е и един от най-продаваните албуми на всички времена, успехът и възражда тийн-поп жанра от поп музиката и поправя път за други тийн-поп ориентирани звезди като Кристина Агилера или Джесика Симпсън. Едноименният водещ сингъл достига върха във всяка страна която начерта, а видеоклипът, който я показва като ученичка в ученическа униформа, танцувайки в училище, става емблематичен, третият и сингъл на албума „You drive me crazy“ само стимулира успеха на албума, ставайки втория и топ 10 хот в Щатите и по света.
През 2000 г. Спиърс е номинирана за две награди Грами – за най-добра певица за сингъла ...Baby One More Time и за най-добър млад изпълнител. През годината тя предприема и първото си истинско турне, „Baby...one more time“, което получава положителни отзиви.

### Oops!... I Did It Again
Следващият ѝ албум Oops!... I Did It Again, издаден на 16 май 2000 г. също директно излиза на първо място и подобно на първия е голям хит. Продава повече от 1,3 млн. копия през първата седмица в САЩ, което го прави най-бързо продавания албум на жена-изпълнител. Албумът продава 10 млн. копия в САЩ и 20 млн. в целия свят. Албумът подобно на предишния изследва тийн-поп жанра и получи положителни отзиви от критиците, той се превърна в световен успех с повече от 23 млн. копия по целия свят, включително 10 от които продадени само в САЩ. Едноименният водещ сингъл оглави класациите на 17 страни включително Австралия, Канада, Нова Зеландия и други европейски страни и достигна третият и топ 10 хит в САЩ достигайки връх на номер 9. За да популяризира албумът тя предпреи първото си международно турне „Oops.. I didn't again“ което обиколи за първи път Европа, турнето получи похвала за енергията и танцовата способност на Спиърс, и спечели на 40,5 млн. приходи. На 7 септември 2000 тя се появи на Vmas 2000 където даде едно от най-важните и противоречиви емблематични изпълнения на наградите, пеейки каър на Ролинг Стоунс и „Oops i didn't again“ пеейки първоначално в смокинг докато го разскъса за да разкрие прозрачен тоалет с цвят на кожата покрит с диаманти. Следвайки успеха на първите ѝ два албума, кариерата на Spears придобива шеметна скорост – музика за милиони долари, филм, реклами, концерти и др. През 2001 г. тя отново е номинирана за две награди Грами – за най-добър поп-албум за Oops!... I Did It Again и за най-добро изпълнение за сингъла със същото име.

### Britney
Следващият ѝ албум Britney излиза на пазара на 6 ноември 2001 г. и директно превзема първото място в класациите. Това я прави първата певица в историята на звукозаписната индустрия, която заема първо място с трите си първи албума.
През 2002 г. Spears участва във филма Crossroads, който заема второ място в бокс офис класацията. Песните от албума Britney са включени в него. Участието на певицата е оценено от критиците като слабо и тя получава „Златна малинка“ за най-лошо представяне през 2002 г.
През септември 2002 г. Спиърс си взема почивка от сцената, а през 2003 г. много критици предричат, че това ще е краят на кариерата ѝ. Предишните ѝ албуми са продадени в 54 млн. копия в целия свят. През 2003 г. тя е номинирана за две награди Грами – за най-добро изпълнение за песента Overprotected и за най-добър поп албум.

### In the Zone
Четвъртият ѝ албум In the Zone излиза на 18 ноември 2003 г. в него участват по-малко известни продуценти като RedZone, а също и добре познати имена като Moby и R. Kelly. Тя участва в написването на 11 от 13-те песни в албума. И този албум заема челното място през първата седмица, което я прави единствената певица с 4 поредни албума, заемащи първото място. Мадона участва в първата песен от албума Me Against the Music. Сингълът достига едва 35 място в горещите 100, но е на първо място в други страни.
In the Zone продава само 3 млн. копия в САЩ и над 10 млн. в света. Вторият сингъл от албума Toxic става хит номер 1 в 20 различни страни, но заема девето място класацията за сингли Горещите 100. През март тя се впуска в четвъртото си световно турне The Onyx Hotel Tour. В същото време третият сингъл Everytime е пуснат по радиостанциите. Докато в САЩ той е на 15 място, отвъд океана е номер 1 в страни като Великобритания и Австралия.
През август печели наградата Choice Single за Toxic. Номинирана е за 4 видео музикални награди, в това число за най-добър женски видеоклип и най-добър видеоклип на годината. Spears издава първия си хитов албум Greatest Hits: My Prerogative на 9 ноември 2004 г. албумът застава на четвърто място в американските класации, продавайки 255 000 копия през първата седмица. Тя държи рекорда за най-високи продажби на хитов албум на жена в историята на британската класация (115 341 копия), измествайки певици като Уитни Хюстън, Мадона, Кайли Миноуг, Селин Дион, Джанет Джексън и Шаная Туейн. Албумът включва ...Baby One More Time, Oops...I Did It Again и Toxic, а също и две нови песни.

### Blackout
Издаването на петия албум на Спиърс, Blackout, е било пренасрочено за 30 октомври 2007, вместо 13 ноември 2007, поради „изтичане“ в интернет. Blackout дебютира на второ място в класацията на Великобританските албуми, и Американският Billboard 200, правейки Спиърс единственият музикален изпълнител с пет албума, оглавяващи всички класации. Това е изключително добре прието от критиците. Към края на юни 2008 г. свалянията на песните и ремиксите в Америка са надхвърлили 3.1 милиона. Gimme more е пусната в интернет на 30 август. Песента се изкачва на трето място в класацията Billboard Hot 100, на 3 октомври, ставайки най-успешният ѝ сингъл в Америка, след дебюта ѝ ...Baby One More Time.

### Circus
Circus е шестият студиен албум на Бритни Спиърс, издаден от Jive Records на 28 ноември 2008. Спиърс работи с доста нови продуценти за албума, комбинирайки електро-поп и ърбан звученето на Blackout, с продуценти от съвсем ранните ѝ поп хитове, като Макс Мартин. Circus става петнадесетият най-продаван албум в света. Womanizer се превръща в най-успешния сингъл на певицата с рекордните 2.7 милиона продажби. Womanizer също покорява страни като Канада, Гърция, Русия, Швейцария, Япония и т.н. Вторият сингъл Circus дебютира на трето място в Америка, и на първо място в още единадесет държави по света. Третият сингъл, If U Seek Amy, достига деветнадесета позиция в Hot 100 и влезе в топ 20 на дванадесет други държави. Circus е първият албум на Спиърс след Baby One More Time, с цели три сингъла в Top 20, и най-успешният албум според Billboard Hot 100, с четири издадени сингъла (Womanizer, Circus, If U Seek Amy, Radar).

### Femme Fatale
През март 2010 Jive потвърждават, че Бритни започва работа по седмия си албум. Заглавието му е „Femme Fatale“, заедно с което е пусната и обложката на албума от самата Бритни (2 февруари в Twitter-a ѝ). Макс Мартин и Лукас (Dr. Luke) Готуълд са потвърдени за изпълнителните продуценти. Лукас заявява в интервю, че иска звученето да е по-агресивно в различни аспекти и да наблегне повече на електронната музика. На 2 декември 2010 г. Спиърс обявява в своя Twitter, че албумът ще излезе през март. Пилотният сингъл – „Hold It Against Me“ – е планиран за 11 януари 2011 г., но след изтичането на демо версия на парчето в интернет (6 януари 2011). Спиърс пуска обложката на сингъла в Twitter акаунта си и потвърждава, че изтеклата версия е много ранно демо. Hold It Against Me застава на 1-во място в Билборд класациятя за сингли. На 4 март 2011 г. излиза вторият сингъл от албума „Till the World Ends“ който се изкачва до 3-то място и се превръща в най-големия хит на Бритни след „Toxic“. На 25 март 2011 г. „Femme Fatale“ е официално пуснат на музикалния пазар и има голям успех достигайки 1-во място в САЩ и много други държави. Третият сингъл от албума e „I Wanna Go“, чийто видеоклип излезе на 22 юни тази година. Песента застава на 7-о място в Билборд класацията. На 30 септември излиза песента „Criminal“, която допринася на Спиърс голям успех на европейската и американската поп-сцена.

### Семейство
Бритни е второто дете в семейството. Тя има един (по-голям) брат и една (по-малка) сестра. Първият ѝ брак (януари 2004) е с приятел от детството ѝ – Джейсън Александър. След дълга парти вечер двамата се женят на малка церемония в Лас Вегас. След по-малко от 55 часа обаче те анулират брачния си съюз. През септември 2004 г. Бритни се омъжва за Кевин Федърлайн. На 14 септември 2005 г. Спиърс ражда първото си дете, а на 12 септември 2006 г. – второто. През 2007 г. Бритни и Кевин се развеждат поради конфликт на интереси. След дългогодишна връзка с приятеля си, актьора Сам Ашгари, Бритни обявява техния годеж на 12 септември 2021 г. Годежът е потвърден от агента на Ашгари. На 11 април 2022 г. Бритни обявява в личния си профил в Инстаграм , че тя и годеникът ѝ очакват първото си дете. Месец по-късно, на 14 май 2022 г., отново в личния си профил в Инстаграм, Бритни Спиърс споделя трагичната новина, че е претърпяла спонтанен аборт.

## Дискография

### Студийни албуми
- ...Baby One More Time (1999)
- Oops!... I Did It Again (2000)
- Britney (2001)
- In The Zone (2003)
- Blackout (2007)
- Circus (2008)
- Femme Fatale (2011)
- Britney Jean (2013)
- Glory (2016)

### Компилации
- Greatest Hits: My Prerogative (2004)
- B in the Mix: The Remixes (2005)
- The Singles Collection (2009)
- B in the Mix: The Remixes Vol. 2 (2011)
- Ooops!...I Did It Again - The Best of Britney Spears (2012)
- Oops!...I Did It Again (Remixes and B-Sides) (2020)

### EP
- Britney & Kevin: Chaotic (2005)

### Видео албуми
- Time Out with Britney Spears (1999)
- Britney Spears: Live and More! (2000)
- Britney: The Videos (2001)
- Britney Spears Live from Las Vegas (2002)
- Britney Spears: In the Zone (2004)
- Greatest Hits: My Prerogative (2004)
- Britney: For the Record (2009)
- Britney Spears Live: The Femme Fatale Tour (2011)

### Сингли

#### 1990-те
- ...Baby one more time (1998)
- Sometimes (1999)
- (You Drive Me) Crazy (1999)
- Born To Make You Happy (1999)
- From The Bottom Of My Broken Heart (1999)

#### 2000-те
- Ooops!I Did It Agian (2000)
- Lucky (2000)
- Stronger (2000)
- Don't Let Me Be The Last To Know (2001)
- I'm A Slave 4 U (2001)
- Overprotected (2001)
- I'm Not A Girl, Not Yet A Woman (2002)
- I love Rock 'n' Roll (2002)
- Anticipating (2002)
- Boys (2002)
- Me Agianst The Music (2003)
- Toxic (2004)
- Everytime (2004)
- Outrageous (2004)
- My Prerogative (2004)
- Do Somethin' (2005)
- Someday (I will Understand) (2005)
- And Then We Kiss (2005)
- Gimme More (2007)
- Piece of Me (2007)
- Break The Ice (2008)
- Womanizer (2008)
- Circus (2008)
- If You Seek Amy (2009)
- Radar (2009)
- 3 (2009)

#### 2010-те
- Hold It Against Me (2011)
- Till the World Ends (2011)
- I Wanna Go (2011)
- Criminal (2011)
- Ooh La La (2013)
- Work Bitch (2013)
- Perfume (2013)
- Pretty Girls (2015)
- Make Me (2016)
- Slumber Party (2016)

#### 2020-те
- Mood Ring (2020)
- Swimming in the Stars (2020)
- Matches (2020)

## Турнета
- ...Baby One More Time Tour (1999)
- (You Drive Me) Crazy Tour (2000)
- Oops!... I Did It Again Tour (2000 – 2001)
- Dream Within a Dream Tour (2001 – 2002)
- The Onyx Hotel Tour (2004)
- The M+M's Tour (2007)
- The Circus Starring Britney Spears (2009)
- Femme Fatale Tour (2011)
- Britney: Piece of Me (2017)
- Piece of Me Tour (2018)

## Продукти

### Аромати
- Curious (2004)
- Fantasy (2005)
- Curious: In Control (2006)
- Midnight Fantasy (2006)
- Believe (2007)
- Curious Heart (2008)
- Hidden Fantasy (2009)
- Circus Fantasy (2009)
- Radiance (2010)
- Cosmic Radiance (2011)
- Fantasy Twist (2012)
- Island Fantasy (2013)
- Fantasy (Anniversary Edition) (2013)
- Fantasy: The Nice Remix (2014)
- Fantasy: The Naughty Remix (2014)
- Private Show (2016)
- Fantasy In Bloom (2017)
- VIP Private Show (2017)
- Sunset Fantasy (2018)
- Prerogative (2018)
- Rainbow Fantasy (2019)
- Prerogative Rave (2019)

## Филмови участия
- 1990: Ruthless / Безскрупулният
- 1999: Longshot / Далечен Изстрел
- 2002: Crossroads / Кръстопът
- 2004: 	Fahrenheit 9/11 / 9/11 по Фаренхайт

## Компютърни игри
Britney's Dance Beat е игра-танц, включваща 5 от нейните песни за PlayStation 2 и Game Boy Advance.

## Награди
Първата ѝ награда Grammy, за която е номинирана, е за „Най-добър нов артист“ с парчето „...Baby one more time“ през 2000 г., но не я печели. Също през 2000 г. е номинирана за „Най-добър женски поп вокал изпълнител“ също със сингъла, изписан по-горе. Отново не я печели.
Идва ред и на наградите през 2001 г. С песента „Oops..!I did it again“ тя е била номинирана цели два пъти за стил поп. Първия път се е борила за награда „Най-добър женски поп вокал изпълнител“, а втория – за „Най-добър поп вокален албум“. Отново само е номинирана.
Бритни Спиърс заема място в музикалния бизнес като икона и легенда, която е повлияла на бъдещи звезди като Майли Сайръс и Лейди Гага. Тя е най-продаваната изпълнителка на изминалото десетилетие, а турнето ѝ от 2009 The Circus Starring Britney Spears е шестото най-печелившо турне на жена-изпълнител. Бритни е най-търсеният човек в интернет търсачката Yahoo за 4 поредни години. Тя имаше също така най-много последователи в социалната мрежа Twitter през 2010. Неотдавна тя беше рекламно лице на марката за дрехи и аксесоари Candie's.
| Награди   | Номинации |
| --------- | --------- |
| Общо: 317 | Общо: 439 |

## Официални сайтове и профили
- Уикицитат съдържа колекция от цитати от/за Бритни Спиърс
- britneyspears.com
- britney.com
- Бритни Спиърс в Twitter
- myspace.com/britney
- youtube.com/britneyspears